# タラジ・P・ヘンソン
タラジ・P・ヘンソン（Taraji P. Henson, 本名: Taraji Penda Henson, 1970年9月11日 - ）は、アメリカ合衆国の女優。

## 来歴

### 生い立ち
ワシントンD.C.出身のアフリカ系アメリカ人。父親は管理人、母親はWoodward & Lothropのマネージャー。探検家のマシュー・ヘンソンは高祖父の兄弟と言われている。名前とミドルネームはスワヒリ語で「望み」と「愛」という意味である。
1988年にオクソン・ヒル高校を卒業すると、ノースカロライナ州立農工大学に進学して1年間電気工学を学ぶが、Precalculusで落第し、ハワード大学に転校して演劇を学ぶことになる。
ハワード大学在学中、ペンタゴンの秘書やウェイトレスをしながら学費を払った。1995年に、高校時代の恋人との間に長男マルセルを出産したが、マルセルの父親は2003年に殺害されている。

### キャリア
1997年にデビュー。テレビシリーズなどに出演していたが、2005年公開の『ハッスル&フロウ』でMTVムービー・アワードブレイクスルー俳優賞などにノミネートされ、ブラック・ムービー・アワード助演女優賞を受賞し、注目を集める。また、同作品の劇中歌「It's Hard Out Here for a Pimp」で歌手デビューを果たし、第78回アカデミー賞で歌を披露した。
2008年公開の『ベンジャミン・バトン 数奇な人生』でアカデミー助演女優賞にノミネートされた。
俳優以外の活動としてはコモンやジェイミー・フォックスのミュージックビデオにも出演している。

## フィルモグラフィー

### 映画
| 年   | 邦題/原題                                                                 | 役名                           | 備考                            | 吹き替え           |
| ---- | ------------------------------------------------------------------------- | ------------------------------ | ------------------------------- | ------------------ |
| 2000 | サタン・スクール/美しき悪魔 Satan's School for Girls                      | ベイジ                         | 日本劇場未公開                  |                    |
| 2001 | サウスセントラルLA Baby Boy                                               | イヴェッテ                     | 日本劇場未公開                  |                    |
| 2005 | ハッスル&フロウ Hustle & Flow                                             | シャグ                         |                                 |                    |
| 2005 | フォー・ブラザーズ/狼たちの誓い Four Brothers                             | カミール・マーサー             |                                 |                    |
| 2006 | 新たな恋の見つけ方 Something New                                          | ネドラ                         | 日本劇場未公開                  |                    |
| 2006 | スモーキン・エース/暗殺者がいっぱい Smokin' Aces                          | シャリス・ワッターズ           |                                 |                    |
| 2008 | ベンジャミン・バトン 数奇な人生 The Curious Case of Benjamin Button       | クイニー                       | アカデミー助演女優賞ノミネート  | 松熊つる松         |
| 2009 | 愛し方を忘れたら Not Easily Broken                                        | クラリス・クラーク＝ジョンソン | 日本劇場未公開                  |                    |
| 2010 | デート & ナイト Date Night                                                | アロヨ                         | 日本劇場未公開                  | 林真里花           |
| 2010 | ベスト・キッド The Karate Kid                                             | シェリー・パーカー             |                                 | 斉藤貴美子         |
| 2010 | アメリカン・プリズン Once Fallen                                          | ピアール                       | 日本劇場未公開                  | （吹き替え版なし） |
| 2011 | グッド・ドクター 禁断のカルテ The Good Doctor                             | テレサ                         |                                 | 雨谷和砂           |
| 2011 | 幸せの教室 Larry Crowne                                                   | ベラ                           |                                 | 水野ゆふ           |
| 2012 | 魔法の恋愛書 Think Like a Man                                             | ローレン・ハリス               | 日本劇場未公開                  | （吹き替え版なし） |
| 2014 | ベガス流 ヴァージンロードへの道 Think Like a Man Too                      | ローレン・ハリス               | 日本劇場未公開                  | （吹き替え版なし） |
| 2014 | 善き人に悪魔は訪れる No Good Deed                                         | テリー・グランジャー           |                                 | 渡辺ゆかり         |
| 2014 | トップ・ファイブ Top Five                                                 | 本人                           | 日本劇場未公開                  | （吹き替え版なし） |
| 2016 | デッド・オア・ラン Term Life                                              | サマンサ                       | 別題『二重逃亡』 日本劇場未公開 | （吹き替え版なし） |
| 2016 | ドリーム Hidden Figures                                                   | キャサリン・ジョンソン         |                                 | 浅野まゆみ         |
| 2018 | プラウド・メアリー Proud Mary                                             | メアリー・ゴールドウィン       | 日本劇場未公開                  | 行成とあ           |
| 2018 | アクリモニー: 辛辣な復讐 Tyler Perry's Acrimony                           | メリンダ・ゲイル               | 日本劇場未公開                  | 広江美奈           |
| 2018 | シュガー・ラッシュ:オンライン Ralph Breaks the Internet: Wreck-It Ralph 2 | イエス                         | 声の出演                        | 浅野まゆみ         |
| 2019 | ハート・オブ・マン What Men Want                                          | アリソン・デイヴィス           | 兼製作総指揮                    | 浅野まゆみ         |
| 2019 | ベスト・オブ・エネミーズ 〜価値ある闘い〜 The Best of Enemies             | アン・アトウォーター           |                                 | 浅野まゆみ         |
| 2020 | コフィー&カリーム Coffee & Kareem                                         | ヴァネッサ・マニング           |                                 | （吹き替え版なし） |
| 2021 | マペットのホーンテッドマンション Muppets Haunted Mansion                  | コンスタンス・ハッチウェイ     |                                 | 壹岐紹未           |
| 2022 | ミニオンズ フィーバー Minions: The Rise of Gru                            | ベル・ボトム                   | 声の出演                        | 尾野真千子         |
| 2023 | パウ・パトロール ザ・マイティ・ムービー PAW Patrol: The Mighty Movie      | ヴィクトリア・ヴァンス         | 声の出演                        | 仲間由紀恵         |
| 2023 | カラーパープル The Color Purple                                           | シャグ・エイヴリー             |                                 | 浅野まゆみ         |

### テレビ
| 年              | 邦題/原題                                                                    | 役名                           | 備考                                                                         | 吹き替え           |
| --------------- | ---------------------------------------------------------------------------- | ------------------------------ | ---------------------------------------------------------------------------- | ------------------ |
| 1998            | ER緊急救命室 ER                                                              | エレン                         | 計1話出演                                                                    |                    |
| 2001            | ジェシカおばさんの事件簿/ふたつの墓の謎 Murder, She Wrote: The Last Free Man | ベス・ピンクニー               | テレビ映画                                                                   |                    |
| 2002-2004       | 5人の女刑事たち ザ・ディヴィジョン The Division                              | ライナ・ワシントン             | シーズン2 - 4: メインキャスト 計14話出演                                     |                    |
| 2005            | Dr.HOUSE House M.D.                                                          | モイラ                         | 第2シーズン第6話「不正行為」                                                 |                    |
| 2006            | CSI:科学捜査班 CSI: Crime Scene Investigation                                | クリスティーナ・ホリス         | 第6シーズン第17話「ウォッチャー」                                            |                    |
| 2007-2008       | ボストン・リーガル Boston Legal                                              | ホイットニー・ローム           | シーズン4: メインキャスト 計17話出演                                         |                    |
| 2008            | 弁護士イーライのふしぎな日常 Eli Stone                                       | アンジェラ・スコット           | 計3話出演                                                                    |                    |
| 2011-2013, 2015 | PERSON of INTEREST 犯罪予知ユニット Person of Interest                       | ジョスリン・“ジョス”・カーター | シーズン1 - 3: メインキャスト シーズン4: ゲスト 計55話出演                   | 浅野まゆみ         |
| 2015            | サタデー・ナイト・ライブ Saturday Night Live                                 | 本人（ゲスト司会）             | 「Taraji P. Henson/Mumford & Sons」                                          |                    |
| 2015-2020       | Empire 成功の代償 Empire                                                     | クッキー・ライオン             | メインキャスト ゴールデングローブ賞（テレビドラマ ドラマ部門）主演女優賞受賞 | 浅野まゆみ         |
| 2017            | シンプソンズ The Simpsons                                                    | プラリネ                       | 声の出演 第28シーズン第12話&第13話「華麗なるファツビー」                     | （吹き替え版なし） |

## 参照
1. ↑  Wiltz  , Teresa   (July 21  ), “Drama Queen: Taraji Henson Moved to Hollywood And Smacked It Right Upside the Head”, Washington Post  :  pp. C01
2. ↑  Veteran Actors, First Time Nominees
3. ↑  NAACP nominates actress with local ties
4. ↑  “Taraji P. Henson - "The Family That Preys"” (英語). 2018年8月13日閲覧。
5. ↑  Interview with Tavis Smiley, 2008 Dec 19
6. ↑  “Taraji P. Henson” (英語).   Biography. 2018年8月13日閲覧。
7. ↑  Sarie (2012年4月25日). “Taraji Henson Talks 'Think Like A Man' and Motherhood” (英語). BlackRaceKids.com.  オリジナルの2012年12月31日時点におけるアーカイブ。 2018年8月13日閲覧。
8. ↑  Neely Tucker (2011年10月6日). “The real Taraji Henson” (英語). The Washington Post 2018年8月13日閲覧。
9. ↑  “ベンジャミン・バトン　数奇な人生”. ワーナー公式. 2021年4月17日閲覧。
10. ↑  “プラウド・メアリー”. ソニー・ピクチャーズ公式. 2021年4月17日閲覧。
11. ↑  “シュガー・ラッシュ：オンライン”. ふきカエル大作戦!! (2018年12月16日). 2021年4月17日閲覧。
12. ↑  “パーソン・オブ・インタレスト<ファースト・シーズン>”. ワーナー公式. 2021年4月17日閲覧。
13. ↑  “エンパイア2～成功の代償”. WOWOWオンライン. 2021年4月17日閲覧。